# Тіна Кріжан
Тіна Кріжан (словен. Tina Križan, нар. 18 березня 1974) — колишня словенська професійна тенісистка.
Здобула шість парних титулів туру WTA.
Найвищу одиночну позицію рейтингу WTA — 95 місце досягнула 16 січня 1995, парну — 19 місце — 18 березня 2002 року.
Завершила кар'єру 2007 року.

## Фінали Туру WTA

### Парний розряд 20 (6–14)
| Легенда: До 2009            | Легенда: Починаючи з 2009 |
| --------------------------- | ------------------------- |
| Турніри Великого шолома (0) |                           |
| WTA Championships (0)       |                           |
| Tier I (0)                  | Premier Mandatory (0)     |
| Tier II (0)                 | Premier 5 (0)             |
| Tier III (0)                | Premier (0)               |
| Tier IV & V (0)             | International (0)         |

| Результат | Ранг | Дата              | Турнір                                                     | Покриття | Партнер                 | Опоненти                               | Рахунок        |
| Перемога  | 1.   | 8 жовтня 1995     | Commonwealth Bank Tennis Classic, Індонезія                | Тверде   | Петра Камстра           | Міягі Нана Стефані Ріс                 | 2–6, 6–4, 6–1  |
| Поразка   | 1.   | 13 жовтня 1996    | Commonwealth Bank Tennis Classic, Індонезія                | Тверде   | Нелле ван Лоттум        | Александра Фусаї Керрі-Енн Г'юз        | 4–6, 4–6       |
| Поразка   | 2.   | 24 листопада 1996 | Pattaya Women's Open, Таїланд                              | Тверде   | Міягі Нана              | Саекі Міхо Йосіда Юка                  | 2–6, 3–6       |
| Перемога  | 2.   | 19 квітня 1998    | Макарська, Хорватія                                        | Ґрунт    | Катарина Среботнік      | Євгенія Куликовська Карін Кшвендт      | 7–6(7–3), 6–1  |
| Поразка   | 3.   | 12 липня 1998     | Gastein Ladies, Австрія                                    | Ґрунт    | Катарина Среботнік      | Лаура Монтальво Паола Суарес           | 1–6, 2–6       |
| Перемога  | 3.   | 18 липня 1999     | Internazionali Femminili di Tennis di Palermo, Італія      | Ґрунт    | Катарина Среботнік      | Соня Джеясілан Оса Свенссон            | 4–6, 6–3, 6–0  |
| Поразка   | 4.   | 26 вересня 1999   | BGL Luxembourg Open                                        | Килим    | Катарина Среботнік      | Іріна Спирля Кароліна Віс              | 1–6, 2–6       |
| Поразка   | 5.   | 31 жовтня 1999    | Linz Open, Австрія                                         | Килим    | Лариса Савченко-Нейланд | Іріна Спирля Кароліна Віс              | 4–6, 3–6       |
| Перемога  | 4.   | 16 квітня 2000    | Estoril Open, Португалія                                   | Ґрунт    | Катарина Среботнік      | Аманда Гопманс Крістіна Торренс-Валеро | 6–0, 7–6(11–9) |
| Поразка   | 6.   | 7 травня 2000     | Бол, Хорватія                                              | Ґрунт    | Катарина Среботнік      | Жулі Алар-Декюжі Коріна Мораріу        | 2–6, 2–6       |
| Поразка   | 7.   | 15 жовтня 2000    | Japan Open (теніс), Японія                                 | Тверде   | Катарина Среботнік      | Жулі Алар-Декюжі Коріна Мораріу        | 1–6, 2–6       |
| Поразка   | 8.   | 19 листопада 2000 | Pattaya Women's Open, Таїланд                              | Тверде   | Катарина Среботнік      | Басукі Яюк Carolina Vis                | 3–6, 3–6       |
| Поразка   | 9.   | 15 квітня 2001    | Estoril Open, Португалія                                   | Ґрунт    | Катарина Среботнік      | Квета Пешке Барбара Ріттнер            | 6–3, 5–7, 1–6  |
| Поразка   | 10.  | 19 серпня 2001    | Мастерс Канада, Канада                                     | Тверде   | Катарина Среботнік      | Кімберлі По Ніколь Пратт               | 3–6, 1–6       |
| Перемога  | 5.   | 16 вересня 2001   | Waikoloa, Hawaii, USA                                      | Тверде   | Катарина Среботнік      | Ельс Калленс Ніколь Пратт              | 6–2, 6–3       |
| Поразка   | 11.  | 24 лютого 2002    | Copa Colsanitas Santander, Колумбія                        | Ґрунт    | Катарина Среботнік      | Вірхінія Руано Паскуаль Паола Суарес   | 2–6, 1–6       |
| Поразка   | 12.  | 2 березня 2002    | Abierto Mexicano TELCEL, Мексика                           | Ґрунт    | Катарина Среботнік      | Вірхінія Руано Паскуаль Паола Суарес   | 5–7, 1–6       |
| Поразка   | 13.  | 23 лютого 2003    | Copa Colsanitas Santander, Колумбія                        | Ґрунт    | Тетяна Перебийніс       | Катарина Среботнік Оса Свенссон        | 2–6, 1–6       |
| Поразка   | 14.  | 22 травня 2004    | Internationaux de Strasbourg, Франція                      | Ґрунт    | Катарина Среботнік      | Ліза Макші Мілагрос Секера             | 4–6, 1–6       |
| Перемога  | 6.   | 16 січня 2005     | Richard Luton Properties Canberra International, Австралія | Тверде   | Татьяна Гарбін          | Габріела Навратілова Міхаела Паштікова | 7–5, 1–6, 6–4  |

## Фінали ITF

### Одиночний розряд Фінали (1-0)
| Турніри $100,000 |
| Турніри $75,000  |
| Турніри $50,000  |
| Турніри $25,000  |
| Турніри $10,000  |

| Результат | Ранг | Дата           | Турнір            | Покриття  | Опонент in the final | Рахунок in the final |
| Перемога  | 1.   | 13 лютого 2000 | Любляна, Словенія | Килим (i) | Міріам Шнітцер       | 6–2, 6–3             |

### Парний розряд (10–11)
| Результат | Ранг | Дата              | Турнір                           | Покриття   | Партнер              | Опоненти in the final                    | Рахунок in the final    |
| --------- | ---- | ----------------- | -------------------------------- | ---------- | -------------------- | ---------------------------------------- | ----------------------- |
| Поразка   | 1.   | 15 червня 1992    | Марибор, Словенія                | Ґрунт      | Karin Lušnic         | Renata Kochta Павліна Райзлова           | 6–2, 4–6, 4–6           |
| Перемога  | 2.   | 20 липня 1992     | Дармштадт, Німеччина             | Ґрунт      | Ніколь Арендт        | Анушка Попп Sandra Wächtershäuser        | 6–2, 6–1                |
| Поразка   | 3.   | 12 липня 1993     | Дармштадт, Німеччина             | Ґрунт      | Лаура Гарроне        | Магдалена Фейстель Катажина Теодорович   | 6–4, 4–6, 5–7           |
| Перемога  | 4.   | 8 серпня 1993     | Сопот (Польща), Польща           | Ґрунт      | Квета Пешке          | Дениса Крайчовичова Катаріна Студенікова | 6–3, 6–1                |
| Поразка   | 5.   | 15 листопада 1993 | Порт-Пірі, Австралія             | Ґрунт      | Ева Мартінцова       | Ліза Макші Ванесса Вебб                  | 6–7(5), 3–6             |
| Поразка   | 6.   | 10 липня 1994     | Ерланген, Німеччина              | Ґрунт      | Жанетта Гусарова     | Марія Ліндстрем Марія Страндлунд         | 2–6, 2–6                |
| Поразка   | 7.   | 31 липня 1995     | Сопот (Польща), Польща           | Ґрунт      | Катаріна Студенікова | Петра Рацлавська Ленка Немечкова         | 0–2 ret.                |
| Перемога  | 8.   | 14 серпня 1995    | Марибор, Словенія                | Ґрунт      | Лаура Гарроне        | Ева Меліхарова Гелена Вілдова            | 6–4, 3–6, 6–2           |
| Поразка   | 9.   | 26 лютого 1996    | Саутгемптон, Great Britain       | Килим (i)  | Лаура Голарса        | Валда Лейк Клер Вуд                      | 4–6, 6–4, 3–6           |
| Перемога  | 10.  | 14 липня 1996     | Стамбул, Туреччина               | Тверде     | Ольга Лугіна         | Лаура Гарроне Флора Перфетті             | 6–4, 6–2                |
| Перемога  | 11.  | 14 грудня 1997    | Нойштадт-ан-дер-Донау, Німеччина | Килим (i)  | Сільвія Плішке       | Емманюелль Курутше Софі Жорже            | 6–3, 6–3                |
| Перемога  | 12.  | 15 лютого 1998    | Рогашка Слатина, Словенія        | Тверде (i) | Катарина Среботнік   | Тіна Писник Міріам Шнітцер               | 6–0, 6–3                |
| Поразка   | 13.  | 15 березня 1998   | Біль (місто), Швейцарія          | Тверде (i) | Нансі Фебер          | Кірстін Фрає Нелле ван Лоттум            | 3–6, 6–3, 6–7(4–7)      |
| Перемога  | 14.  | 25 жовтня 1998    | Welwyn, Велика Британія          | Килим (i)  | Лоранс Куртуа        | Луїс Флемінг Саманта Сміт                | 7–6, 6–4                |
| Поразка   | 15.  | 5 december 1998   | Нью-Делі, Індія                  | Тверде     | Карін Кшвендт        | Ленка Ценкова Аманда Гопманс             | W/O                     |
| Перемога  | 16.  | 08 лютого 1999    | Рогашка Слатина, Словенія        | Килим (i)  | Катарина Среботнік   | Ева Мартінцова Светлана Кривенчева       | 7–5, 6–2                |
| Поразка   | 17.  | 22 лютого 1999    | Bushey, Велика Британія          | Килим (i)  | Светлана Кривенчева  | Еммануель Гальярді Каталін Мароші        | 7–6(7–4), 2–6, 6–7(0–7) |
| Перемога  | 18.  | 9 травня 1999     | Братислава, Словаччина           | Ґрунт      | Катарина Среботнік   | Ленка Немечкова Радка Зрубакова          | 6–1, 6–3                |
| Перемога  | 19.  | 20 лютого 2000    | Redbridge, Велика Британія       | Тверде (i) | Александра Фусаї     | Жулі Пуллен Лорна Вудрофф                | 7–6(7–4), 3–6, 7–6(7–1) |
| Поразка   | 20.  | 3 квітня 2000     | Дубай (місто), ОАЕ               | Тверде     | Анжеліка Бахманн     | Татьяна Гарбін Каталін Мароші            | 6–7(5–7), 3–6           |
| Поразка   | 21.  | 11 лютого 2001    | Redbridge, Велика Британія       | Тверде (i) | Ірина Селютіна       | Жулі Пуллен Лорна Вудрофф                | 1–6, 3–6                |